# Matrice de filtres colorés

La disposition de Bayer des filtres colorés sur la matrice de pixels d'un capteur d'image

En photographie numérique, une matrice de filtres colorés est une mosaïque de filtres colorés placée sur les photosites d'un capteur photographique qui permet la séparation des couleurs. Cette dernière étape est indispensable lors de la captation en vue de la reproduction des couleurs. En effet, l'Homme étant une espèce animale trichromate, il est nécessaire de recueillir au minimum trois lumières colorées différentes judicieusement choisies. Il existe plusieurs matrices, mais, le plus fréquemment, les couleurs rouge, verte et bleue sont les mieux indiquées.
Parmi les différentes matrices qui existent ou ont existé, la matrice de Bayer (Bryce E. Bayer, 1976) est la plus couramment utilisée,. Elle est constituée à 50 % de filtres verts, à 25 % de filtres rouges et à 25 % de filtres bleus. Ce choix se justifie par la prépondérance de la composante verte dans le calcul de luminance Y lors du matriçage permettant d'obtenir les composantes luma/chroma (YCbCr) ; la précision obtenue pour la luminance a à son tour une plus grande importance sur la netteté perçue in fine.
L'inconvénient de ce type de séparation des couleurs est qu'il est nécessaire d'avoir recours à une méthode d'interpolation, le dématriçage ou débayérisation, pour obtenir une image dont la définition est équivalente à celle du capteur.
Une alternative à la matrice de filtres colorés est le prisme dichroïque qui équipe les caméras tri-capteurs.